# 軒轅十
軒轅十 （μ Leo / 狮子座μ）是在獅子座的一顆恆星，他在西方的傳統名稱是 Rasalas (阿拉伯的意思是"獅子的頭")和Alshemali。
軒轅十(獅子座 μ)的光譜分類是K3，視星等 +4.1等，距離地球大約133光年。
它的赤道座標为 (2000.0分點)：
- 赤經: 9h52m45s
- 赤緯: +26°0'23"